# Les Lois de la pensée
Les Lois de la pensée (The Laws of Thought), plus précisément Une exploration des lois de la pensée sur lesquelles sont fondées les théories mathématiques de la logique et des probabilités (An Investigation of the Laws of Thought on Which Are Founded the Mathematical Theories of Logic and Probabilities) est un livre de George Boole, publié en 1854.

## Éditions
- (en) George Boole, An Investigation of the Laws of Thought : On Which Are Founded the Mathematical Theories of Logic and Probabilities, Londres, Walton & Maberly, 1854
- (en) George Boole, An Investigation of the Laws of Thought : On Which Are Founded the Mathematical Theories of Logic and Probabilities, Cambridge, Cambridge University Press, 2009 (ISBN 978-1-108-00153-3, DOI 10.1017/CBO9780511693090)
- George Boole, Les Lois de la pensée, Paris, Librairie philosophique J. Vrin, coll. « Mathesis », 1992, 414 p. (ISBN 978-2-7116-1062-4, présentation en ligne)